# Anton Paul Brüning
Anton Paul Brüning (* 12. August 1881 in Burgsteinfurt; † 21. Dezember 1944 in Bonn) war ein deutscher Bankdirektor.

## Leben
Brüning absolvierte ein Studium der Rechtswissenschaften und promovierte 1906 zum Dr. phil. 1907 begann er eine Laufbahn als Bankbeamter bei der Bergisch-Märkischen Bank in Elberfeld. 1910 wurde Brüning Direktor der Filiale der Deutschen Bank in Trier, ab 1921 war er Direktor der Filiale in Frankfurt am Main und ab 1924 Direktor der Filiale in Köln. Im Kölner Stadtteil Marienburg ließ er sich 1924/25 nach Plänen des Schweizer Architekten Emil Felix die Villa Lindenallee 70 erbauen.
Brüning war Aufsichtsratsmitglied mehrerer Unternehmen. Aufgrund einer persönlichen Bekanntschaft mit der Familie Neuerburg, Inhaberin der zunächst in Trier und später in Köln ansässigen Firma Haus Neuerburg, wurde er finanzieller Berater des Unternehmens, Treuhänder der Witwe des Firmeninhabers Hubert Neuerburg (1881–1923) und Aufsichtsratsvorsitzender der N.V. Neuerburg’sche Tabak Factorij in Amsterdam. Ab 1930 war er 2. Aufsichtsratsvorsitzender der „Görreshaus AG“ (bis 1930 GmbH), deren Zweck die Herausgabe von Zeitungen, Zeitschriften und Verlagswerken sowie der Betrieb einer Großdruckerei war. Persönliche Bekanntschaften verbanden ihn mit dem damaligen Kölner Oberbürgermeister Konrad Adenauer, dessen Privatvermögen in Höhe von einer Million Reichsmark (Stand: 1927) er in seiner Funktion als Bankdirektor verwaltete, sowie mit dem Theologen und zeitweiligen Zentrumsvorsitzenden Ludwig Kaas. Zudem verkehrte er familiär mit dem Zentrumspolitiker Heinrich Brüning, Reichskanzler von 1930 bis 1932, obwohl eine tatsächliche Verwandtschaft keine Bestätigung findet. Er war Ehrenmitglied der katholischen Studentenverbindung KStV Burgundia Berlin im KV.

### Görreshaus-Prozess

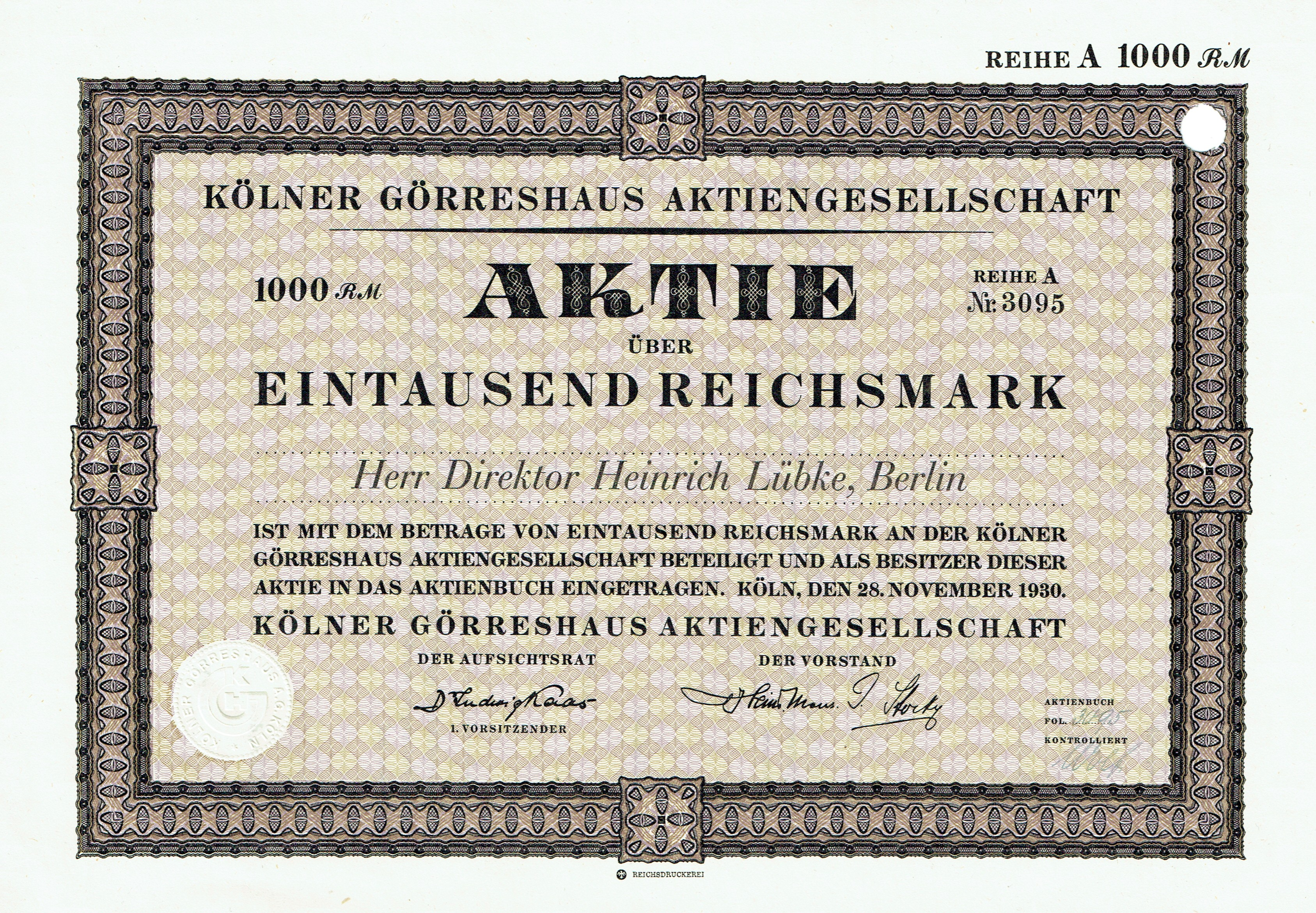
Namensaktie der Kölner Görreshaus AG vom 28. November 1930, ausgestellt auf den späteren Bundespräsidenten Heinrich Lübke

Die Görreshaus GmbH war 1926 aus dem Verlag der Kölnischen Volkszeitung hervorgegangen. Ihre Gesellschafter Generalkonsul Heinrich Maus, Konsul Julius Stocky und Hugo Mönnig tätigten erhebliche Investitionen, um sie zum bedeutendsten katholischen Verlagshaus in Deutschland auszubauen. Ab 1929 war das Unternehmen im Zuge der Weltwirtschaftskrise in finanzielle Schwierigkeiten geraten, im September 1930 wurde es zum Ausgleich erheblicher finanzieller Verluste in eine Aktiengesellschaft umgewandelt. Am 1. Mai 1933 meldete es, nachdem spätestens infolge der nationalsozialistischen Machtergreifung die bisherigen Geldquellen des Reiches, der Zentrumspartei und privater Spender versiegt waren, Konkurs an.
Ende April 1933 wurden Brüning als Aufsichtsratsmitglied sowie Stocky, Mönning und Maus als Inhaber der Görreshaus AG verhaftet, weil sie gegenüber den Zeichnern von Aktien der Gesellschaft deren Vermögenslage und Geschäftsgang zu günstig geschildert und bereits entstandene Verluste verschwiegen haben sollen. Weitere Vorwürfe gegenüber ihnen lauteten, falsche Angaben bei Eintragung der Gesellschaft ins Handelsregister gemacht zu haben, sowie auf Untreue gegenüber der Görreshaus AG. Brüning im Besonderen wurde Untreue gegenüber seinem Arbeitgeber, der Deutschen Bank, zur Last gelegt. Auch der seinerzeitige Kölner Oberbürgermeister Konrad Adenauer soll seit August 1929 von den finanziellen Schwierigkeiten des Unternehmens Kenntnis gehabt haben. Der sogenannte „Görreshaus-Prozess“ mit Brüning als Hauptangeklagtem begann am 2. August 1933 vor der Dritten Großen Strafkammer des Landgerichts Köln. Brüning wurde wegen fortgesetzten gemeinschaftlichen Betrugs und wegen Vergehens gegen § 313 HGB zu einer Gefängnisstrafe von zwei Jahren, sechs Monaten und einer Geldstrafe von 600 Reichsmark verurteilt. Aufgrund der damaligen Generalamnestie für politische Straftraten, deren Anwendbarkeit auf diesen Fall das Reichsgericht feststellte, kam es nicht zur Strafvollstreckung. Aufgrund eines weiteren Verfahrens gegen ihn blieb Brüning jedoch in Untersuchungshaft. Der Görreshaus-Prozess gilt als einer der nach der Machtergreifung der Nationalsozialisten eingeleiteten, politisch motivierten Prozesse gegenüber führenden katholischen und konservativen Politikern.

### Zweiter Brüning-Prozess
Am 9. November 1934 begann ein erneuter Prozess gegen Brüning, wiederum vor der Dritten Großen Strafkammer des Landgerichts Köln. Zur Last gelegt wurde ihm die Veruntreuung von mehreren Millionen Mark in den Jahren 1926 bis 1930. Über sein Vermögen war zu diesem Zeitpunkt ein Konkursverfahren eröffnet worden, das Forderungen in Höhe von 15 Millionen Reichsmark beinhaltete. Zu den vor Gericht angehörten Zeugen gehörten auch Robert Pferdmenges, seinerzeit Mitinhaber des Bankhauses A. Levy & Co., in das Brüning im Falle eines Freispruchs im Görreshaus-Prozess als Teilhaber hätte einsteigen sollen, und Konrad Adenauer. Am 4. Dezember 1934 wurde Brüning wegen Untreue, Betrugs und Konkursvergehens zu einer achtjährigen Haftstrafe und drei Jahren Ehrverlust verurteilt. Gegen das Urteil legte Brüning erfolglos Revision ein.

### Haft und Tod
Nach Auslaufen seiner regulären Haftzeit wurde Brüning im August 1944 im Zuge der als Reaktion auf das Attentat vom 20. Juli 1944 eingeleiteten Aktion Gitter verhaftet und nach Bonn in die Außenstelle Kreuzbergweg 5 der Geheimen Staatspolizei (Gestapo) verbracht. Dort traf er auf den seinerzeit ebenfalls verhafteten Konrad Adenauer. Gemeinsam mit diesem und 200 weiteren Gefangenen wurde er am 26. August in das als Außenlager des KZ Buchenwald fungierende Barackenlager der Gestapo auf dem Kölner Messegelände am Deutzer Rheinufer nördlich der Hohenzollernbrücke überstellt, wo die Häftlinge der SS-Baubrigade III zugeordnet waren und Trümmer sowie Blindgänger nach Bombenangriffen beseitigen sollten. Verstorben sein soll Brüning in Bonn.

## Ehrentitel
- Ehrendoktorwürde der Universität Köln (Verzicht 1934)[2]
- bulgarischer (Honorar-)Generalkonsul (Amtsniederlegung 1934)[2][26]

## Schriften
- Die Entwicklung des ausländischen, speziell des überseeischen deutschen Bankwesens. Borna 1907.